# Hohlandhaus

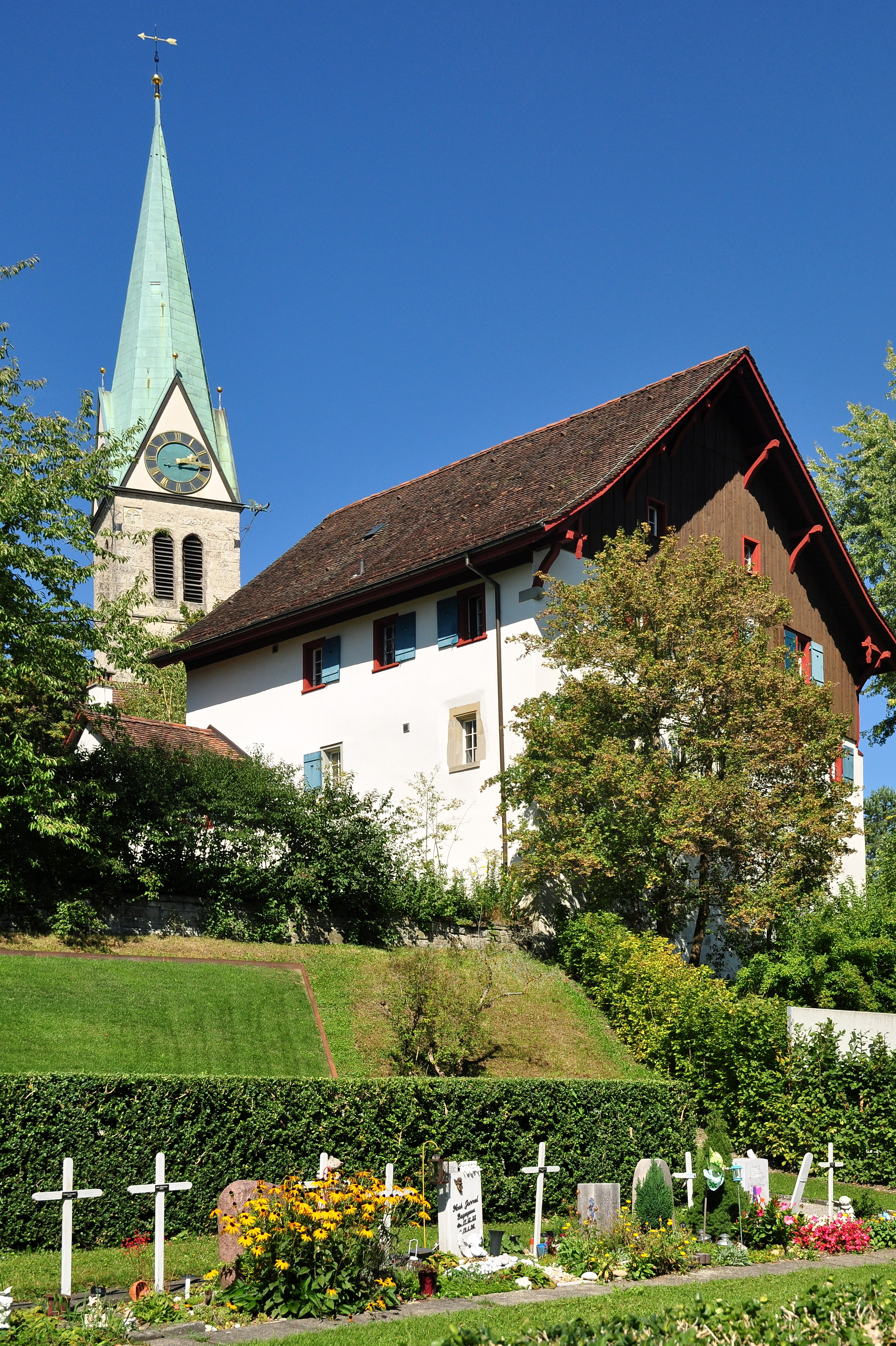
Das Hohlandhaus von Süden mit der Kirche St. Arbogast im Hintergrund

Das Hohlandhaus (auch Hollandhaus genannt) ist ein ehemals als Herrenhaus genutzter Fachwerkbau im Winterthurer Stadtkreis Oberwinterthur, dessen Ursprünge im 12. Jahrhundert liegen. Es bildet zusammen mit der Kirche St. Arbogast das historische Zentrum von Oberwinterthur. Das historisch wertvolle Gebäude wird vom Bund in der Liste der Kulturgüter von nationaler Bedeutung im Kanton Zürich geführt.

## Lage
Das Hohlandhaus steht am südlichen Rand des zur Eulach abfallenden ehemaligen Kastellhügels des römischen Vicus Vitudurum neben der reformierten Kirche St. Arbogast. Es steht im Gegensatz zur Kirche jedoch nicht innerhalb der ehemaligen Kastellmauern, sondern grenzt nur mit der Nordmauer an das ehemalige Kastell.

## Geschichte
Der älteste Teil des Hohlandhauses stammt gemäss dendrochronologischer Datierung aus dem Jahr 1117. Es wurde vermutet, dass damals auf den römischen Kastellmauern ein zwei- bis dreistöckiger Turm entstand, der als Speicher gedient haben könnte. Das bis zu 2,5 Meter starke Opus-spicatum-Mauerwerk aus dieser Zeit ist im Erdgeschoss und im Keller des Hauses noch erhalten. Der Turm wurde auch lange als Wohnsitz der 1175 erstmals erwähnten Meier von Oberwinterthur gehandelt, die Mitte des 13. Jahrhunderts auf die Neuburg bei Wülflingen umgezogen sein dürften. Dem widersprechen jedoch die in der Renovation von 1985 bis 1987 gemachten Erkenntnisse bezüglich des schwachen Mauerwerks, das nur ein weiteres Stockwerk in Fachwerkbauweise ausgehalten hätte, was die Existenz eines mehrstöckigen Wohnbauwerks widerlegt. Vielmehr könnte das Bauwerk der Speicher eines Hofes des Bischofs von Konstanz gewesen sein, dessen Hof sich in der Nähe ab 1155 nachweisen lässt.
Im 14. Jahrhundert wurde der mutmassliche Speicher um einen Wohnbau erweitert. Aus dieser Zeit wurde bei der umfassenden Renovation 1985 bis 1987 ein Wappen des Klosters Petershausen nachgewiesen, wodurch sich die Nutzung des Gebäudes als Verwaltungssitz nachweisen lässt. Die Meier verwalteten vom Hohlandhaus aus ihre Güter in Oberwinterthur, zu dem auch Hegi gehörte, wo das Kloster mehrere Wirtschaftsgebäude besass.
Als mit der Reformation der Besitz des Klosters aufgelöst wurde, höhlte man das Hohlandhaus um 1530 teilweise aus und versah es mit neuen Stockwerken. Auch der Dachstock stammt von diesem Umbau. Denkbar ist, dass das Hohlandhaus im Anschluss Wohnsitz des Pfarrers der Kirche St. Arbogast war; nachweisen lässt sich dies jedoch nicht. Vor der Umnutzung zum Bauernhaus im Jahr 1754 ist die Nutzung als Wohnhaus des Pfarrers gesichert; der Pfarrer zog in einen Neubau nördlich des Hauses um. Im 18. Jahrhundert soll ein Hausbewohner als Reisläufer in niederländischen Diensten gestanden sein und im Dorf «Holländer» genannt worden sein, woher der heutige Name des Hauses stammt. 1898 wurde das Hohlandhaus im Rahmen der damaligen Wohnungsnot zum Mehrfamilienhaus mit drei Wohnungen umgenutzt; diesen Zweck erfüllt es auch heute noch.
Kurz vor der Eingemeindung kaufte die damals noch selbstständige Gemeinde Oberwinterthur im Jahr 1918 das Hohlandhaus, wodurch es mit der Eingemeindung vier Jahre später in den Besitz der Stadt Winterthur gelangte. Ein geplanter Abbruch des Hauses durch die Stadt wurde 1937 durch eine Einsprache des Historisch-antiquarischen Vereins Winterthur verhindert. 1954 wurde die östlich gelegene Scheune abgerissen und das Haus wurde einer Aussenrenovation unterzogen. 1985 bis 1987 folgte eine umfassende Analyse und Renovation des Hohlandhauses, wodurch viele wichtige Erkenntnisse zum Haus gewonnen wurden. So war bis zu diesem Zeitpunkt vermutet worden, das Hohlandhaus könnte früher eine Turmburg gewesen sein.